# 罗津区域
罗津区域（朝鲜语：／ Rajin-guyŏk */?），是朝鲜民主主义人民共和国的区域，由罗先特别市负责管辖，位于罗先南部，北面是朝俄边界，2008年人口169,623。
1994年，罗津市与先锋郡合并为罗先特别市，罗津市改为罗津区域。